# Abū l-Chattāb
Abū l-Chattāb Muhammad ibn Abī Zainab Miqlās al-Adschdaʿ al-Asadī (arabisch ابو الخطاب محمد بن ابي زينب مقلاص الاجدع الاسدي, DMG Abū l-Ḫaṭṭāb Muḥammad ibn Miqlaṣ al-Aǧdaʿ al-Asadī; hingerichtet 755/56) war ein Anhänger des schiitischen Imams Dschaʿfar as-Sādiq, der diesen als eine Inkarnation Gottes verehrte und eine eigene Sekte gründete, die als al-Chattābīya bezeichnet wurde. In der islamischen Doxographie wird die Chattābīya, die sich schon bald in verschiedene Gruppen aufspaltete, den sogenannten Ghulāt-Sekten zugerechnet.

## Leben und Lehre
Die meisten Informationen zu Abū l-Chattābs Leben und Lehre finden sich in imamitisch-schiitischen Werken: at-Tūsīs Bearbeitung des Ridschāl-Werkes von Muhammad ibn ʿUmar al-Kaschschī (st. 951) sowie den doxographischen Werken von al-Hasan ibn Mūsā an-Naubachtī (st. zw. 912 und 921) und Saʿd ibn ʿAbdallāh al-Qummī (st. nach 905). Demnach war Abū l-Chattāb ein kufischer Maulā des arabischen Stammes Asad, der kurz vor Machtantritt der Abbasiden in Kontakt mit Dschaʿfar as-Sādiq kam und nach einer Zeit zu seinem Hauptwerber aufstieg. In dieser Funktion geriet er allerdings schon bald mit dem Imam in Konflikt, weil er hinsichtlich verschiedener ritueller Fragen eine andere Position vertrat als jener. Aufgrund dieser Differenzen verstieß ihn der Imam.
Nach der Darstellung al-Qummīs behauptete Abū l-Chattāb, Dschaʿfar habe ihn zu seinem Verwalter (qaiyim) und Bevollmächtigten (waṣī) nach seinem Tode gemacht und ihn den größten Gottesnamen gelehrt. Er habe dann das Prophetentum für sich in Anspruch genommen und schließlich sogar behauptet, er sei einer der Engel. Zeitweise soll er auch behauptet haben, er sei selbst Dschaʿfar und könne jede Gestalt annehmen. Eine Gruppe seiner Anhänger lehrte, Dschaʿfar sei Gott und Abū l-Chattāb sein Prophet und Gesandter. Al-Qummī berichtet auch, dass diese Gruppe sich von allen kultischen Pflichten des Islams losgesagt habe. Für Abū l-Chattāb ist dagegen lediglich überliefert, dass er das Maghrib-Gebet in die Zeit der Dunkelheit verschob.
Nachdem Abū l-Chattāb begonnen hatte, für sich selbst das Prophetentum in Anspruch zu nehmen, wurden er und 70 Anhänger, die sich in der Moschee von Kufa versammelt hatten, im Auftrag des abbasidischen Statthalters ʿĪsā b. Mūsā von Polizeitruppen angegriffen. Er bewaffnete diese daraufhin mit Rohrstöcken und versprach ihnen, dass sich diese während des Kampfes in Lanzen und Schwerter verwandelt würden. Das Wunder trat nicht ein, so dass ein Großteil seiner Gefolgsleute im Kampf mit den Polizeitruppen fiel. Abū l-Chattāb selbst wurde gefangen genommen und zum Statthalter gebracht, der ihn im Vorratshaus (Dār ar-Rizq) am Euphratufer hinrichten und anschließend ans Kreuz hängen ließ. Der Vorfall wird auf das Jahr 138 der Hidschra (= 755/56 n. Chr.) datiert. Naubachtī überliefert, dass einige Anhänger Abū l-Chattābs behaupteten, weder er noch irgendeiner seiner Anhänger sei bei dem Vorfall wirklich getötet worden, vielmehr seien sie auf wunderhafte Weise entrückt worden.
Die Chattābīya spaltete sich später in verschiedene Untergruppen auf, darunter die Bazīghīya, die Maʿmarīya, die ʿUmairīya und die Mufaddalīya. Auch die sogenannten „Verfünffacher“ (al-Muchammisa), die dem Propheten Mohammed eine fünffache Natur zusprachen, werden den chattābitischen Gruppen zugerechnet.

## Seine Beurteilung in den späteren islamischen Richtungen
Die imamitische Tradition betrachtet Abū l-Chattāb neben ʿAbdallāh ibn Sabaʾ als den Erzketzer schlechthin. In Kaschschīs Ridschāl-Werk sind ungefähr fünfzig Dschaʿfar as-Sādiq zugeschriebene Verdammungsurteile über ihn überliefert. In einem Bericht, den al-Kaschschī auf einen gewissen Musādif zurückführt, parallelisiert Dschaʿfar seine eigene Zurückweisung Abū l-Chattābs mit der im Koran (Sure 5:116) angedeuteten Zurückweisung christlicher Lehren durch Jesus. Demnach sagte Dschaʿfar: „O Musādif! Wenn Jesus darüber geschwiegen hätte, was die Christen über ihn lehren, so hätte Gott die Berechtigung gehabt, ihn taub und blind zu machen. Ebenso hätte er die Berechtigung gehabt, mich blind und taub zu machen, wenn ich über das geschwiegen hätte, was Abū l-Chattāb über mich behauptet.“
Sowohl imamitische als auch sunnitische Quellen sehen in Abū l-Chattāb den eigentlichen Gründer der ismailitischen Lehre. Richtig ist allerdings nur, dass sich einige Chattābiten später den Anhängern von Muhammad ibn Ismail anschlossen. In den Werken der späteren fatimidischen Ismailiten wird Abū l-Chattāb dagegen als Häretiker verdammt.
Allein die nusairische Tradition misst Abū l-Chattāb noch heilige Bedeutung zu. Sie sieht in ihm das „Tor“ (bāb) zum siebten Imam Mūsā ibn Dschaʿfar al-Kāzim. In dem von Rudolf Strothmann herausgegebenen nusairischen Festkalender von Maimūn ibn Qāsim at-Tabarānī (st. 1035) werden die Gläubigen aufgefordert, am 12. Muharram, dem Tag, an dem Abū l-Chattāb im Dār ar-Rizq „mit der Daʿwa hervorgetreten ist“, für ihn und seine Anhänger zu beten.